# Carlota Baldrís i Rafecas
Carlota Baldrís i Rafecas (El Vendrell, 24 d'abril del 1960) és instrumentista de piano, compositora i pedagoga musical.

## Biografia
Estudià al Conservatori de Tarragona (grau mitjà de piano) i al de Barcelona, on obtingué el grau superior de composició i instrumentació amb Xavier Boliart i el de música electroacústica amb Albert Llanas. Amplià la seva formació de piano amb diversos professors, com Núria del Clos, Àngel Soler, Albert Giménez Attenelle i Liliana Mafiotte. També rebé classes magistrals de Monique Deschaussé. Amplià formació amb José Nieto, Albert Amargós i Lluís Vidal (música de cinema), Pierre Dupuy i Agustí Charles (música contemporània), Antoni Ros-Marbà i Francesc Llongueres (de direcció), i amb Manel Camp, Francesc Capella (jazz i música moderna), entre d'altres.
És professora de llenguatge musical i harmonia a l'Escola Municipal de Música Pau Casals del Vendrell des de la seva fundació al 1986. En va ser la directora del 1998 fins al 2010, i ha estat la impulsora de la nova escola i auditoris inaugurats al 2010.
Ha format part del jurat de diferents concursos de composició i interpretació, als Conservatoris de Tarragona i Vilaseca, l'Escola de Música Robert Gerard de Valls i Intercentro. És patrona de la Fundació Pau Casals i membre del Col·lectiu de Compositors de Tarragona. Rebé el premi Teresina Martorell del Vendrell el 2001.

## Obres
- Aire vendrellenc (2002), sardana enregistrada per la cobla Mediterrània al disc compacte 13 sardanes d'autors vendrellencs[1][dcc 1]
- Àngel, per a cor, conjunt i el grup Lax'n'Busto, Cançó de la baixada i Cançó de la pujada (1998), per soprano i orgue, soprano, Griselda Ramon i orgue, Salvador Guasch, enregistrades al DC Àngel[5][dcc 2]
- Apocalipsi (2001), per a clarinet i electrònica[6]
- Ave a la Mare de Déu de Sant Salvador de Mar (2008), goigs amb música de C. Baldrís i Mireia Mercadé, lletra de Maria Teresa Barot[7]
- Bonastre (2003), sardana enregistrada per la cobla Sant Jordi[dcc 3][8]
- Cabòries (2000), per a contrabaix i piano (Partitura)
- Cantata Guimerà, uns acords, uns records (1995), per a coral infantil i orquestra de cambra, estrenada al 2018 per l'EMMPAC amb arranjament per cor orquestra (Raul Lacilla)[9]
- Cantem per la pau (2012), cantata amb lletra de Joan Descals, dedicada a Pau Casals, per a veu solista, orquestra i coral, enregistrada[10][dcc 4]
- Divertiment per veu, gos i ocell, música electroacústica.
- Groc, vermell, blau, homenatge a Kandinsky (2011), per a violí, violoncel i piano[11]
- Oratori de l'Àngel de Tobies (1994), amb música i lletra, estrenat amb la cantant Marina Rossell, cor, orquestra i rapsode. Noves versions com a espectacle multidisciplinari amb les solistes Natàlia Casasus i Tànit Bono, i els rapsodes Rosa Andreu i Xavier Grasset. enregistrat en DC[dcc 5][12]
- Plaça Nova (2000), per a conjunt de violoncels[13]
- Rap solidari (2005), per a cor i electrònica, compost i editat en CD per a recaptar fons per a les víctimes del tsunami del 2004 a l'Oceà Índic[dcc 6]
- Rèquiem (1996), per a tres gralles[14]
- Solstici d'estiu (2012), per a guitarra[15]

## Discografia
1. ↑  Cobla Mediterrània. 13 sardanes d'autors vendrellencs.  Sabadell: Picap, 2002. ref. 91 0218-03 [Consulta: 20 juny 2013].
2. ↑  Lax'n'Busto; Ramon, Griselda (soprano); Guasch, Salvador (orgue). Àngel.  Barcelona: Discmedi, 1998 [Consulta: 20 juny 2013].
3. ↑  Cobla Sant Jordi. El Baix Penedès dansa.  Barcelona: Audiovisuals de Sarrià, 2003. 5.1802 [Consulta: 20 juny 2013].
4. ↑   Cantem per la pau.  Barcelona: Icària, 2013.
5. ↑  Baldrís, Carlota. Oratori Àngel de Tobies: per a coral, orquestra de cambra i solista.  Barcelona: Icaria, 2007 [Consulta: 20 juny 2013].
6. ↑  Baldrís, Carlota. Rap solidari.  El Vendrell: Ajuntament - Escola Municipal de Música Pau Casals, 2005 [Consulta: 20 juny 2013].